# Joan Antònio i Guàrdias
Joan Antònio i Guàrdias (Tarragona 1890-1967) fou un poeta, escriptor i llibreter català i un dels personatges més significatius de la vida cultural del segle XX de la ciutat de Tarragona. Sovint se'l coneixia pel seu segons cognom, Guàrdias. L'autor ha estat estudiat fonamentalment per la filòloga M. Carme Mas i Morillas.

## Biografia
Joan Antònio i Guàrdias nasqué a Tarragona el 18 d'octubre de 1890. "El seu pare, Joan Antònio i Ramon, era d'Aiguamúrcia, i la seva mare, Llúcia Guàrdias i Bargalló, de la  Riera de Gaià, poble on el poeta va viure la seva primera infantesa" ( pàg. 15) i poc més d'un any durant la guerra, ara ja amb la seva família ( pàg. 12). L'escriptor barceloní Tomàs Roig i Llop, en el seu llibre El meu viatge per la vida 1939-1975 inicia la semblança biogràfica de Guàrdias amb aquestes paraules: "Aquest inspirat poeta [...], fill d'una casa molt humil -el seu pare no era sinó un camperol a jornal- ben aviat va demostrar posseir una delicada ànima per a copsar les belleses del món. [...]. Ben aviat els monjos cartoixans de les destil·leries on treballava el [seu] pare s'adonaren de les gran condicions intel·lectuals del fill" (, pàg. 234). Entrà al Seminari de Tarragona quan tenia 12 anys on cursà humanitats i dos cursos de filosofia, i on va ser company d'estudis de Ventura Gassol, Carles Cardó i Higini Anglès.
Va deixar el Seminari per començar els estudis de magisteri l'any 1910. Va treballar com a mestre entre 1914 i 1927, primer uns mesos a Barcelona i després ja a Tarragona. L'any 1919, treballant encara de mestre, es va casar amb Mercè Roig i Torruella, amb qui pocs anys després tindria dues filles, Mercè i Núria. En aquesta època ja havia començat a dedicar-se a la poesia "que li valdrà diversos guardons als Jocs Florals". Com escriptor, col·laborava al diari catòlic "La Cruz" i a "El Magisterio Tarraconense".
L'any 1926 es fa càrrec d'una llibreria existent a la Plaça de la Font de Tarragona, que més tard es coneixeria com a "Llibreria Guàrdias". Canvia l'ofici de mestre pel de llibreter, que ja mai més deixaria.
A mitjans dels anys 1950, va ser un dels impulsors del Museu de la Ciutat que va ser aprovat pel Consistori l'any 1957 en el que acabaria sent l'actual Casa Museu Castellarnau.
L'any 1959 va traslladar la llibreria des de la Plaça de la Font a la Rambla de Tarragona. Va morir pocs anys després quan encara estava al front d'aquesta llibreria.
En Guàrdias va viure i escriure a Tarragona i, de manera conscient, no es va integrar al món literari de Barcelona . Probablement aquest fet ha limitat la difusió de la seva poesia.

## Obra
El poeta fou contemporani de les grans figures del noucentisme nascudes a finals del segle xix i com a poeta s'enquadra en aquesta corrent noucentista. Malgrat que els seus primers poemes ja van ser guardonats en els Jocs Florals celebrats a l'Arboç l'any 1922, Guàrdias no va començar seriosament la seva tasca com a poeta fins a tenir cinquanta-vuit anys, probablement degut al llarg parèntesis que representà la  guerra i la difícil  postguerra. En els 17 anys transcorreguts entre 1948 i 1965, publicà cinc llibre de poemes:
- A flor de llavi[11] (1948), que conté poemes escrits entre 1923 i 1926 i poemes escrits en la represa literària que l'autor inicià en la postguerra.
- Sonets tarragonins (1951), inspirats en la seva ciutat. Amb aquest llibre s'endinsa en el tema que serà el fil conductor de gran part de la seva obra, Tarragona. En paraules de M. Carme Mas i Morillas: "Al llarg dels poemes recorrem pas a pas la Tarragona de meitat de segle, els seus carrers, places i monuments recreats des del prisma personalíssim dels sentiments del poeta dins els cànons del 'somni civil' noucentista de la Ciutat-ideal".[12] És l'obra més coneguda de l'autor i la que li va donar el títol de "poeta de Tarragona".[13]
- Tres poemes de la devoció tarragonina (1953) sobre els tres patrons de Tarragona: Santa Tecla, sant Magí i sant Fructuós. Després de cantar la Tarragona actual en el llibre anterior, ara Guàrdias s'endinsa en les tradicions religioses d'aquesta.  Manuel de Montoliu va escriure una crítica del llibre al Diario de Barcelona.[14]
- Viatgera amb mi[15][16] (1957), inspirat en el viatge que el poeta va fer al poble miner de Sotròndio, a Astúries, on el seu gendre Josep, casat amb la seva filla Núria, hi exercia de metge. El poeta va quedar colpit per un paisatge i una llum totalment diferent a la seva natal Tarragona, com ell mateix explica en el llibre (pàg. 13):

| « | Avesat el poeta als ocres crepitants i al blau que fereix els ulls amb mil puntes de ganivet, un dia recalà a Sotròndio, població minera asturiana de signe molt distint. Muntanyes altes i verdes, molt verdes, circumdant el nucli urbà. Però el pla de la vall […] és una gran taca negra que no perdona ni els carrers ni les mateixes aigües del riu, perdudes fa temps per a l'idil·li i el miralleig a causa de la rentada de carbons que s'hi practica. Penseu a més en una llum més aviat minsa que obra com un atenuant de la tonalitat general del paisatge, i us haureu format una idea bastant aproximada del lloc on el llibre va néixer. | » |

La temàtica del llibre són les contraposició entre la Tarragona del poeta i el Sotròndio miner o entre el mar sorollós del Cantàbric i el plàcid Mediterrani. A Tarragona, el poeta hi troba una llum feridora amb uns esmorteïts colors ocres i groguencs. A Sotròndio és la llum la que està esmorteïda i a prou feines hi està present, però hi regnen els vius verds de les muntanyes que l'envolten i, quasi, enamoren al poeta.
- Oda nova a Tarragona i altres poemes[17][18][19][20][21] (1965), darrera obra de l'autor i publicada dos anys abans de la seva mort. Com indica el títol, el llibre no té una unitat temàtica com els anteriors. S'hi troba una primera part dedicada a Tarragona, les seves pedres, els seus personatges i la seva història. Després apareixent els poemes escrits durant alguns dels seus viatges a, per exemple, Seta, París, o Venècia. En una tercera part, "les composicions tindran un caire més popular que les anteriors", ja que hi descriu les seves "vivències d'infantesa a la  Riera del Gaià, poble proper a Tarragona",[22] on:

| «                                                                              | Camí nou d'Ardenya amb riu i canyars. El pare m'hi ensenya a collir el fenàs | » |
| — Joan Antònio i Guàrdias. Oda nova a Tarragona i altres poemes, 1965, pag. 65 |                                                                              |   |

Finalment el poeta torna a Tarragona i acaba el llibre invocant a la Verge de Montserrat.
Les portades dels tres darrers llibres varen ser il·lustrats pel seu gendre tortosí, Tomàs Forteza i Segura, llibreter, mariner i dibuixant d'excepcional delicadesa.
M. Carme Mas i Morillas, en el seu treball sobre el poeta, identifica fonamentalment quatre temàtiques bàsiques de Guàrdias, totes elles al voltant d'un "únic fil conductor: 'Ella', Tarragona":
- La Tarragona romana i de la història, la dels grans monuments romans cantats pel poeta com les  Muralles, la Torre dels Escipions, el  Pont de Diable o l'Arc de Berà.
- Les tradicions religioses i la fe popular de Tarragona.
- Tarragona i la seva gent, la d'ahir i la d'avui.
- Els paisatges tarragonins i la nitidesa i lluminositat del seu cel.
- L'enyor de Tarragona que es manifesta en les muntanyes de la vila asturiana de Sotròndio.

En definitiva, com diu en Francesc Roig i Queralt, en Joan Antònio i Guàrdias va ser "un poeta, en definitiva, que estimà Tarragona fins a l'extrem d'expressar el seu amor amb aquell vers memorablement irrepetible"( pàg. 12):
| «                                                                             | Entre Tu i jo, ni l'aire | » |
| — Joan Antònio i Guàrdies. Oda nova a Tarragona i altres poemes, 1965, pàg.79 |                          |   |

## Publicacions

### Poesia
- A flor de llavi. Barcelona: Editorial Arca, 1948 (Google llibres).
- Sonets tarragonins. Tarragona, 1951 (Google llibres).
- Tres poemes de la devoció tarragonina. Tarragona: Instituto de Estudios Tarraconenses Ramón Berenguer IV, 1953 (Google llibres).
- Viatgera amb mi. Tarragona: Instituto de Estudios Tarraconenses Ramón Berenguer IV, 1957.
- Oda nova a Tarragona i altres poemes. Tarragona: Instituto de Estudios Tarraconenses Ramón Berenguer IV, 1965 (Google llibres).

### Prosa no de ficció
- Tarragona, guia del turista. Tarragona: Llibreria de l'autor, 1934.
- Tarragona, itinerario turístico. Tarragona: Libreria del autor, 1952 (traducció en castellà de l'anterior) (Google llibres[Enllaç no actiu]).